# Етеричномаслени култури

## Обща характеристика
Етеричномаслените растения са широко застъпени в растителния свят – около 30 % от ботаническите семейства включват видове с етеричномаслено съдържание. Повечето от тези видове са диворастящи и само част от тях се отглеждат като полски или градински култури.
Етеричните масла при отделните растения се синтезират и се натрупват в различни органи:
- в цветовете — при розата, лавандулата, лайката, невена и др.
- в листата и стъблата — при ментата, маточината, мащерката и др.
- в плодовете – при анасона, кима, кимиона, кориандъра, резенето и др.
- в корените — при валерианата и др.

Натрупването на масла става в характерни образувания, наречени „вместилища“. Според местоположението си, вместилищата се разделят на две групи:
- външни (екзогенни) – простите жлезисти власинки, сложните жлезисти власинки, жлезистите люспи, жлезистите петна
- вътрешни (ендогенни) – екскреторните клетки, шизогенните вместилища, смесените шизо-лизигенни вместилища

Познаването на характерните за всяко етеричномаслено растение вместилища е важно, за да се избегнат неправилните начини на прибиране и манипулация, които биха довели до загуба на етерични масла.

## Приложение на етеричните масла
- във фармацевтиката – използват се добре изразените бактерицидни свойства на тези масла за получаване на лекарства[3]
- в хранително-вкусовата промишленост – като консерванти и подправки
- в парфюмерийната промишленост – за получаване или като добавка на парфюми, кремове, сапуни и шампоани.
- в ароматерапията - чрез използване на дифузер за етерични масла.[4]

## Извличане на етерични масла
Използват се 4 начина на извличане на етеричните масла:
- Извличане чрез дестилация с водна пара – използва се способността на горещата водна пара, преминала през суровината, да отнася със себе си етеричните масла, които са лесно летливи.
  - варианти: водна, водно-парна, парна и вакуумна дестилация;
  - отделяне: след охлаждане и кондензация в приемник сместа има два слоя, поради различното специфично тегло на водата и етеричното масло.

- Извличане чрез разтворители – използва се способността на летливи и нелетливи разтворители да разтварят етеричните масла.
  - екстракция — извличане с летливи разтворители (бензин, етер и др.), при което се получава конкрет
  - мацерация – извличане с нелетливи разтворители (животински и растителни мазнини), при което се получава екстракт
  - при обработка на конкректа и екстракта със спирт при ниска температура се получава абсолю (етерично масло).

- Извличане чрез поглъщатели – използва се способността на някои суровини (от етерично-маслени култури) да изпаряват етерични маса и на други – да поглъщат от въздуха изпарени етерични масла.
  - като поглъщатели се използват животински мазнини, активен въглен и др.
  - полученият продукт се нарича помада, който се подлага на допълнителна обработка за отделяне на етеричното масло.

- Извличане по механичен начин – прилага се за култури, които съдържат големи количества етерично масло (цитрусовите плодове). Извличането става чрез пресуване и центруфугиране на получения сок.

## Списък на етеричномаслените култури в България
- Анасон
- Балканска чубрица
- Босилек
- Бреза
- Бял бор
- Бял пелин
- Бял равнец
- Валериана
- Вратига
- Гераниум
- Градинска чубрица
- Градински пелин
- Градински чай
- Девисил
- Див пелин
- Ела
- Ехинацея
- Жасмин
- Жълт кантарион
- Здравец
- Исоп
- Маслодайна роза
- Ким
- Кимион
- Копър
- Кориандър
- Лавандула
- Лечебна пищялка
- Лимонен пелин
- Лук
- Майорана
- Маточина
- Мащерка
- Медицинска лайка
- Мента
- Моркови (семена)
- Морски пелин
- Невен
- Невен
- Пиретрум
- Планинска арника
- Резене
- Риган
- Розмарин
- Салвия
- Седефче
- Хвойна
- Хмел
- Червен пипер